# Хвасон (исправительно-трудовая колония)
Хвасонская исправительно-трудовая колония № 16 (кор. 화성 제16호 관리소) — учреждение пенитенциарной системы, трудовой лагерь КНДР для политических заключённых. В Южной Корее известен как Хвасонский концентрационный лагерь (кор. 화성 정치범수용소).

## География лагеря
Лагерь расположен в провинции Хамгён-Пукто, уезд Хвансон, в изолированной горной долине вдоль верхнего течения реки Хвансон. Западной границей лагеря является гора Мантапсан (2204 м). С северной и восточной стороны лагерь доходит до долины реки Орангчон. Въездные ворота расположены на берегу реки Хвасон. Лагерь не обозначен на многих картах, но въездные ворота и кольцо ограждений с вышками отчётливо распознаются на спутниковых снимках.

## Описание лагеря
Является крупнейшим по площади лагерем КНДР (549 км²). Число заключённых оценивается приблизительно в 20 тыс. человек, в основном это лица, классифицируемые как «антиреволюционные и антипартийные элементы», осуждённые на пожизненный срок без права на освобождение. Многие заключённые лагеря отбывают наказание в лагере по принципу коллективной ответственности как члены семей преступников и подозреваемых. Лагерь предположительно был основан в 1990-х годах.